# 突尼斯鉤針編織法

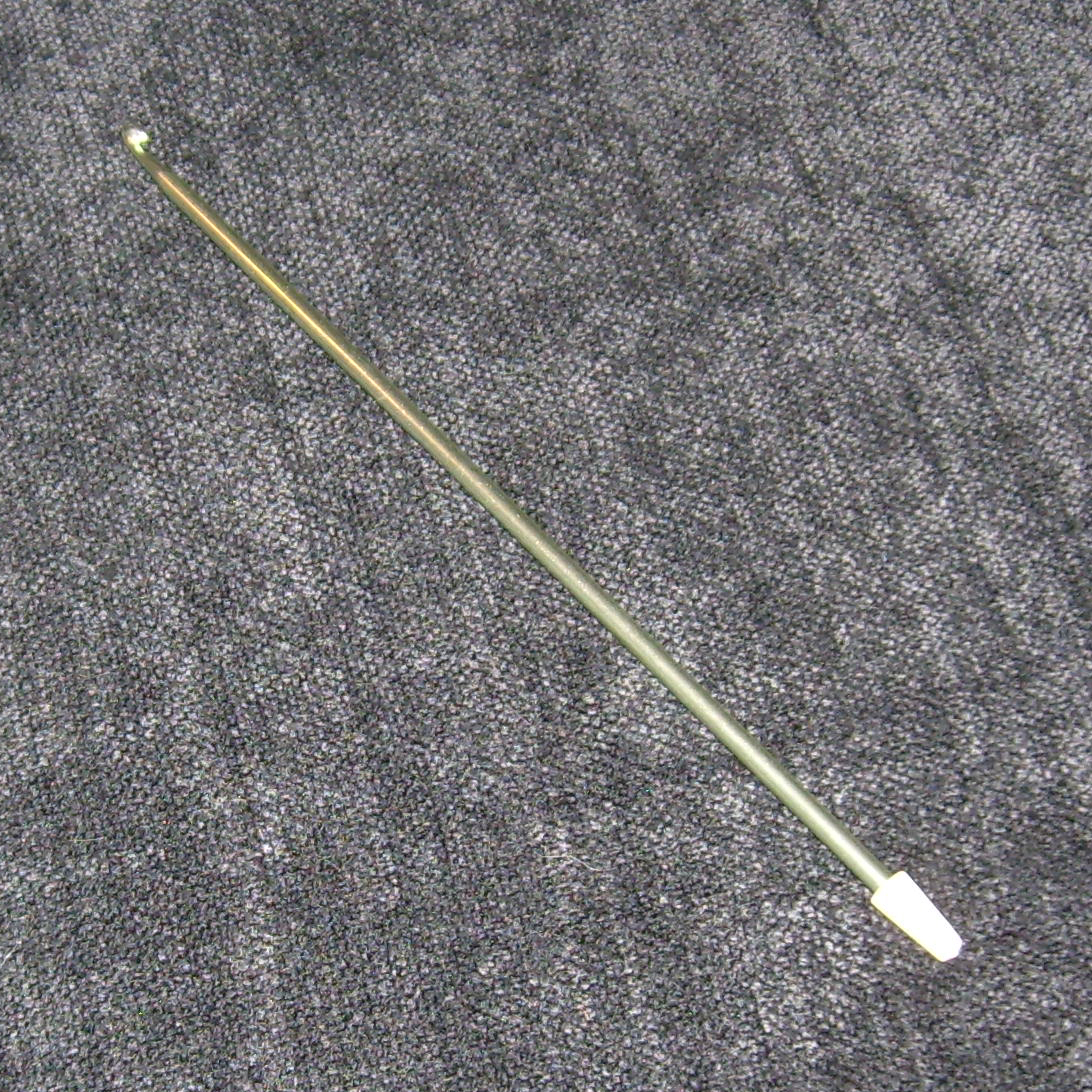
突尼斯鉤針

突尼斯鉤針編織法，也稱為阿富汗鉤針編織法，是針織手工藝的一種編織方式。主要使用一支細長型的鉤針，在把柄末端有止停柱，這種鉤針也被稱為阿富汗鉤針。
在阿富汗鉤針編織法中，最主要的不同在於每一列的織法，為了維持織物本身不需翻轉，在第一列由右往左織好之後，第二列直接從左往右鉤，所以織物的正面與反面是不盡相同的。
在起針完成之後，第一排採普通鉤針織法，由右往左開始鉤，但每一針不做收針的動作，維持上面的活結，直到第一排完成後，再開始由左往右鉤回，但這次每一針都要做收針的動作，因此當第二排鉤完時，針上會只剩下一個活結。（圖解）
此鉤針編織法能創造緊密度高的織品，也能正確的區分出正反面，它也是十字針編織法的基本基礎。
用突尼斯鉤針編織法可織披風，稱為突尼西亞蕾絲披風。
參見：阿富汗地毯，鉤針編織。

## 外部連結
- 钩针基础针法 阿富汗针法 （页面存档备份，存于）
- 搭高鐵的阿富汗鉤針/袋子篇 （页面存档备份，存于）